# Faro di Punta Abona
Il Faro di Punta Abona è un faro attivo situato sulla costa sud-est di Tenerife, nelle Isole Canarie, tra Abades e Poris de Abona (comune di Arico). Questo faro fu il secondo a essere costruito sulla scogliera rocciosa di Punta Abona, che segna il lato sud-est dell'isola, ed è situato tra il Faro di Punta de Anaga a nord e il Faro di Punta Rasca di Arona a sud.

## Storia
Il primo faro di Punta Abona fu costruito nel 1902 come parte del piano di illuminazione marittima per le Canarie, per assistere la navigazione tra Santa Cruz de Tenerife e i porti delle isole occidentali. Il faro originario era costituito da un edificio a un piano con pareti bianche e dettagli in pietra vulcanica scura, con la cupola della lanterna collegata al tetto piatto dell’edificio, rivolto verso l'Atlantico. Rimase in servizio fino agli anni '70, quando fu sostituito dalla torre moderna.
Nel 2003, la struttura dismessa è stata parzialmente restaurata tramite un programma biennale di formazione in muratura e falegnameria per giovani disoccupati. L'obiettivo era trasformare l'edificio in un'accademia per il personale alberghiero, prima di convertirlo in museo e ristorante, tuttavia questi piani sono stati abbandonati a causa della mancanza di investimenti disponibili.
Il nuovo faro, costruito accanto all'edificio originale, entrò in servizio nel 1976. È una torre cilindrica alta 39 metri, bianca con bande rosse, dotata di due gallerie e una lanterna con cupola nera. Con un'altezza di 54 metri, la luce è visibile per 17 miglia nautiche e ha un lampeggio di tre luci bianche ogni venti secondi.
Il faro è gestito dall'autorità portuale della provincia di Santa Cruz de Tenerife ed è registrato con il numero D2829 nel registro internazionale delle ammiragliati. Ha l'identificativo NGA 113-23828.